# Saison 15 des Simpson
Vous lisez un « bon article » labellisé en 2021.
Chronologie
Saison 14 Saison 16
La quinzième saison des Simpson est diffusée pour la première fois aux États-Unis par la Fox entre le 2 novembre 2003 et le 23 mai 2004. En France, elle est diffusée du 4 septembre au 25 décembre 2004 sur Canal+, en Belgique entre le 7 et le 27 décembre 2004 sur Club RTL, en Suisse, elle était diffusée sur RTS Deux et au Québec entre le 2 septembre et le 23 décembre 2005 sur Télétoon. L'auteur-producteur de la saison est Al Jean. Cinq épisodes sont produits pendant la saison précédente.
La saison est marquée par plusieurs controverses, notamment la menace de Rupert Murdoch, président de Fox News Channel de porter Les Simpson en justice à cause de l'épisode Le Député Krusty et la grève des voix originales pour obtenir une augmentation de salaire de 235 000 dollars par épisode. C'est également pendant la production de cette saison que sort le jeu vidéo The Simpsons: Hit and Run, permettant l'exploration libre de Springfield en voiture ou à pied et doublé pour la première fois en français.
La saison est plutôt bien accueillie par la critique même si une baisse de qualité est généralement remarquée. Elle est nommée dans quatre catégories aux Primetime Emmy Awards et remporte celui du meilleur doublage pour Dan Castellaneta. Les Simpson se positionne à la trente-et-unième place des audiences de la saison aux États-Unis avec une moyenne de 11 millions de téléspectateurs par épisode. Il s'agit du cinquième meilleur score de la Fox après American Idol, Mon incroyable fiancé, The Simple Life et That '70s Show. Le coffret DVD de la saison, à l'effigie d'Otto Bus, sort en région 1 le 4 décembre 2012, en région 2 le 3 décembre de la même année et en région 4 le 12 décembre.

## Production

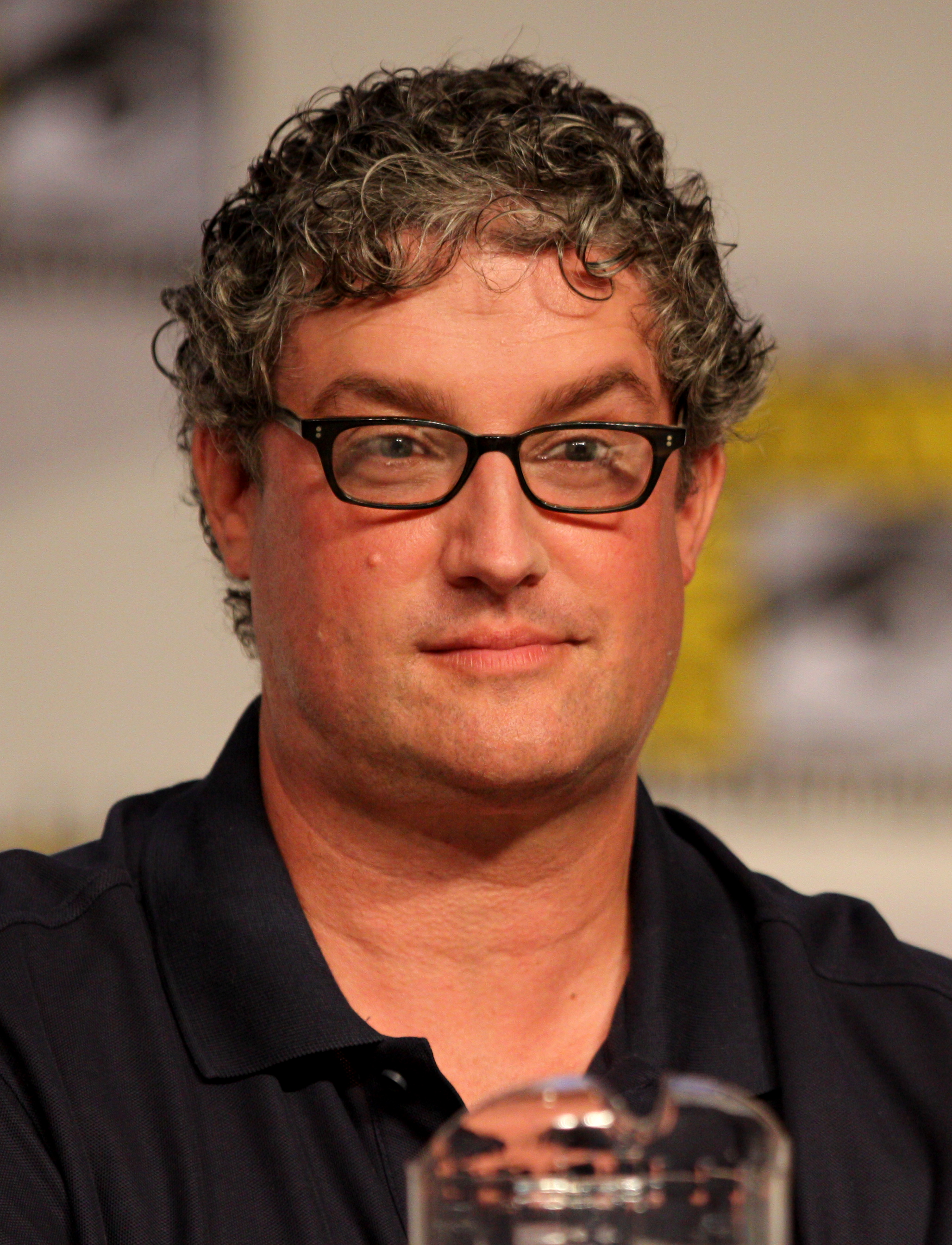
Al Jean est le show runner de la saison.

Al Jean est le show runner de la série Les Simpson depuis la treizième saison,. À ce titre, il produit tous les épisodes de la saison. Al Jean qualifie son travail d'« enrichissant et avec beaucoup de responsabilité » et pense que « le fait que les gens aiment tellement cela » est « génial ». En 2021, il est toujours à ce poste pour la trente-deuxième saison.
Michael Price écrit son premier épisode lors de cette saison. Robin J. Stein et Julie et David Chambers scénarisent tous trois leur unique épisode de la série pendant cette saison,. John Swartzwelder, présent dans l'équipe de scénaristes depuis la première saison, écrit lors de celle-ci son cinquante-neuvième et dernier épisode, Homer rentre dans la reine. Jim Reardon réalise quant à lui son dernier épisode à cette occasion.
Le 28 octobre 2003, quelques jours avant la diffusion du premier épisode de cette quinzième saison, Rupert Murdoch, président de la chaîne Fox News, menace d'attaquer l'équipe des Simpson en justice. En effet, dans l'épisode Le Député Krusty de la saison précédente, un journaliste qualifie cette chaîne de « la voix du mal » et des bandeaux parodiques diffusés au début et à la fin de l'épisode contiennent de nombreuses informations satiriques laissant entendre que la chaîne est antidémocrate,. Finalement, les menaces restent sans suite car la Fox n'a pas envie d'entrer en procès contre elle-même. Mais, en conséquence, la Fox crée une nouvelle règle selon laquelle « ces petits bandeaux déroulants de fausses informations » ne peuvent plus être diffusés dans un dessin animé car « ils pourraient créer une confusion chez les téléspectateurs qui pourraient les croire réels ».
En avril 2004, les voix originales de la série se mettent en grève, demandant une augmentation de salaire pour que leur cachet passe de 125 000 dollars à 360 000 dollars par épisode,. Finalement, la situation se débloque moins d'un mois plus tard et les acteurs obtiennent 250 000 dollars par épisode, faisant remarquer que cela « ne représente qu'une goutte d'eau dans la mer, la série brassant des milliards de revenus ».
C'est également lors de la production de cette série que sort, le 7 novembre 2003, le jeu vidéo The Simpsons: Hit and Run, dans lequel les joueurs peuvent se déplacer dans un Springfield ouvert en trois dimensions. Quelques différences remarquables sont à noter entre le jeu The Simpsons: Road Rage et les autres jeux précédents : l'exploration peut dorénavant se faire en voiture ou à pied, l'accès à des lieux emblématiques tels que le Kwik-E-Mart, l'école primaire ou la centrale nucléaire sont possibles et pour la première fois le jeu est adapté en français.
La saison est diffusée pour la première fois aux États-Unis entre le 2 novembre 2003 et le 23 mai 2004. En France, elle est programmée du 4 septembre au 25 décembre 2004 sur Canal+ à 17 h 35,. En Belgique, elle est diffusée du 7 au 27 décembre 2004 sur Club RTL et au Québec du 2 septembre au 23 décembre 2005 sur Télétoon. Les personnages de Boule de Neige V, Gina Vendetti et Roofi, font leur première apparition au cours de cette saison,,.

## Accueil

### Audiences
Les épisodes de cette saison sont, comme à l'accoutumée, diffusés aux États-Unis à 20 h tous les dimanches. La saison se positionne à la trente-et-unième place du classement des audiences américaines de la saison 2003-2004, avec une moyenne de 11 millions de téléspectateurs, soit une baisse de 7,6 % par rapport à la saison précédente. Les Simpson est le cinquième programme de la Fox le plus regardé après That '70s Show, The Simple Life, Mon incroyable fiancé et American Idol.

### Réception critique
La quinzième saison reçoit des critiques généralement positives, bien que la plupart d'entre elles constatent que même si les épisodes sont agréables, ils sont de moindre qualité que ceux de la première décennie de la série. Le consensus général est que cette saison marque une amélioration de la qualité depuis la dixième saison.
Aaron Peck de High-Def Digest donne à la saison la note de quatre étoiles sur cinq déclarant que « Les Simpson est l'une des rares séries dont je me sais assuré de rire aux éclats au moins une fois par épisode (généralement plus) », ajoutant que « même si l'esprit tranchant de la première décennie a perdu de sa qualité, [il] trouve toujours que Les Simpson est une façon extrêmement agréable de passer [son] temps ». Il conclut en disant que rien n'est « mieux que de s'asseoir avec une nouvelle saison des Simpson en Blu-ray et de regarder chaque épisode l'un à la suite de l'autre aussi vite que possible », car ainsi « les épisodes se mélangent », « l'humour est toujours là » et il finit forcément « par avoir pas mal de rires sincères ». Le site DVDActive remarque que « la saison 15 des Simpson n'est pas une des meilleures de la série, mais ce n'est sûrement pas l'une des pires ». Stuart O'Connor de ScreenJabber donne à la saison la note de quatre étoiles sur un maximum de cinq, écrivant : « Imaginez ma surprise lorsque je me suis assis pour faire une critique sur la quinzième saison… et que je me suis rendu compte que je n'avais pratiquement vu aucun de ses épisodes. Imaginez, ensuite, ma joie de pouvoir apprécier environ vingt-deux épisodes tout frais des Simpson, même s'ils ont été produits presque dix ans plus tôt. Et même si certaines références culturelles sont un peu datées, il n'en demeure pas moins de choses à rire et à apprécier. Comme toujours, cette saison des Simpson propose une sélection stellaire de stars invitées. Et, comme toujours, il y a des épisodes remarquables. Dans l'ensemble, il s'agit d'une saison plus que décente, pour cette série de longue, longue date ».
Selon Christa Ktorides du site DIY, « bien que la quinzième saison des Simpson n'est pas une pépite du début à la fin, elle a un ratio de grands, voire lourds, épisodes plus élevé que les saisons précédentes. En fait, il y a parmi ces vingt-deux épisodes de véritables joyaux ». La saison obtient également la note de 4 étoiles sur 5 sur le site Boxofficebuz déclarant qu'en passant par « l'épisode flashback Ma plus belle histoire d'amour, c'est toi, les singeries de Tartman dans Tartman, le vengeur masqué et la parodie d'Arrête-moi si tu peux, Attrapez-nous si vous pouvez, il s'agit d'une saison très solide », ajoutant qu'il s'agit d'« une nette amélioration par rapport aux deux saisons précédentes ». John Schwarz, critique pour BubbleBlabber, octroie la note de 9 / 10 à la saison, concluant qu'« en termes de contenu, [elle] est très sous-estimée mais elle apporte un certain nombre de classiques désormais bien connus ». Dans DVD Movie Guide, Colin Jacobson se demande si « les téléspectateurs doivent s'attendre à de la grandeur avec la saison 15 des Simpson » et répond que « Non, car la saison est médiocre », mais il ajoute également qu'elle « offre un nombre raisonnable de bons épisodes et semble globalement intéressante » et « généralement amusante ».
L'épisode Homer rentre dans la reine prend la place du meilleur épisode de la saison dans le classement des meilleurs épisodes des vingt premières saisons, effectué par le site IGN en 2010. En août 2016, Robert Keeling de Den of Geek effectue la liste des cinquante meilleurs épisodes des Simpson, et aucun épisode de la saison n'y figure.

### Récompenses et nominations

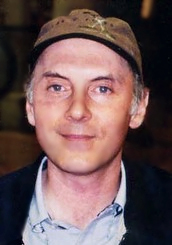
Dan Castellaneta remporte le Primetime Emmy Award du meilleur doublage pour l'épisode Enfin clown ainsi qu'un Young Artist Awards avec Julie Kavner.

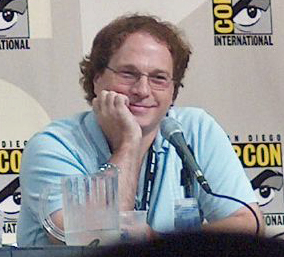
Don Payne est nommé aux Writers Guild of America Awards pour l'épisode Le Canard déchaîné, mais son collègue Ian Maxtone-Graham qui remporte le prix.

Les épisodes de la quatorzième saison remportent plusieurs nominations et récompenses, dont un Emmy Award et un Writers Guild of America Award. Ma plus belle histoire d'amour, c'est toi est nommé dans la catégorie du meilleur programme d'animation mais le prix est remporté par l'épisode The Birth of Evil de la série Samouraï Jack. Dan Castellaneta remporte la récompense du meilleur doublage pour ses rôles dans Enfin clown. La chanson Votez pour moi composée par Alf Clausen et écrite par Dana Gould pour l'épisode Sois belle et tais-toi ! est nommée dans la catégorie de la meilleure composition et écriture pour une musique dans une série mais le prix est remporté par David Foster et Linda Thompson. Alf Clausen est également nommé dans la catégorie de la meilleure musique dans une série pour son travail sur l'épisode Simpson Horror Show XIV, mais le prix est remporté par Velton Ray Bunch pour Star Trek: Enterprise.
La série remporte également un Environmental Media Award pour l'épisode La Bête de la bête et un British Comedy Award. Cinq scénaristes sont également nommés aux Writers Guild of America Awards : Ian Maxtone-Graham pour Attrapez-nous si vous pouvez, qui remporte le prix, Don Payne pour Le Canard déchaîné, Julie et David Chambers pour Un gros soûl, des gros sous et Joel H. Cohen pour Enfin clown. Julie Kavner et Dan Castellaneta remportent également le Young Artist Award du père et de la mère les plus populaires d'une série télévisée.

## Épisodes
| № | #  | Titre                                                                                               | Réalisation       | Scénario                         | Première diffusion                 | Code de prod. | Audience (en millions) |
| --- | -- | --------------------------------------------------------------------------------------------------- | ----------------- | -------------------------------- | ---------------------------------- | ------------- | ---------------------- |
| 314 | 1  | Simpson Horror Show XIV (Spécial d'Halloween XIV) Treehouse of Horror XIV                           | Steven Dean Moore | John Swartzwelder                | 2 novembre 2003 25 octobre 2004    | EABF21        | 16,2                   |
| La Faucheuse : La Mort vient chercher Bart mais Homer réussit à la tuer. C'est alors lui qui devient la grande faucheuse et a pour mission d'ôter les vies de ceux qui sont sur sa liste… Frinkenstein : Le professeur Frink, alors qu'il s'apprête à recevoir le prix Nobel de physique, ne peut s'empêcher de penser à son père décédé. Avec l'aide de Lisa il parvient à le ressusciter mais son maintien en vie nécessite qu'il absorbe les organes de nombreuses autres personnes. La Machine à arrêter le temps : Bart et Milhouse commandent une montre susceptible de pouvoir arrêter le temps. Il s'en servent et découvrent qu'elle fonctionne. Bart en profite pour faire de nombreuses bêtises sans que personne puisse savoir qu'il en est le responsable. |    | |                   |                                  |                                    |               |                        |
| 315 | 2  | Une mamie hors la loi (Jamais sans ma mère) My Mother the Carjacker                                 | Nancy Kruse       | Michael Price                    | 9 novembre 2003 4 septembre 2004   | EABF18        | 12,4                   |
| En regardant attentivement le journal, Homer découvre un message caché qui lui est destiné et qui lui donne rendez-vous. En s'y rendant, il rencontre sa mère toujours recherchée par la police. Elle est finalement arrêtée et, lors du procès, Homer émeut tellement l'audience qu'elle est relâchée. Les deux vont pouvoir rattraper le temps perdu. |    | |                   |                                  |                                    |               |                        |
| 316 | 3  | Sois belle et tais-toi ! (En veillant su'l perron) The President wore Pearls                        | Mike B. Anderson  | Dana Gould                       | 16 novembre 2003 11 septembre 2004 | EABF20        | 12,7                   |
| Les parents d'élèves sont conviés à une soirée casino à l'école élémentaire. Ils pensaient gagner réellement de l'argent mais il n'en est rien. Cette soirée tourne alors au désastre et l'organisateur et délégué de l'école, Martin, se voit dans l'obligation de démissionner. Lisa en profite pour entrer en campagne face à Nelson. Une fois élue, les enseignants ont peur qu'elle ne cherche à appliquer de réelles mesures et décident de s'associer pour la manipuler et la contrôler. |    | |                   |                                  |                                    |               |                        |
| 317 | 4  | Homer rentre dans la reine (Y'avait t'un prisonnier) The Regina Monologues                          | Mark Kirkland     | John Swartzwelder                | 23 novembre 2003 18 septembre 2004 | EABF22        | 12,2                   |
| M. Burns égare un billet de 1 000 dollars qui atterrit chez les Simpson et que Bart récupère. Au lieu de le dépenser, il décide d'en faire une exposition dans sa cabane et remporte beaucoup d'argent en en faisant payer l’entrée. Mais, Burns retrouve le fameux billet et l'enfant doit fermer son musée. Sur les conseils de Lisa, il décide d'utiliser l'argent qu'il a récolté pour offrir à toute la famille un voyage au Royaume-Uni. Abraham se joint au voyage espérant revoir une femme qu'il n'a pas revue depuis la Seconde Guerre mondiale. |    | |                   |                                  |                                    |               |                        |
| 318 | 5  | La Bête de la bête (L'Obèse et la Bête) The Fat and the Furriest                                    | Matthew Nastuk    | Joel H. Cohen                    | 30 novembre 2003 25 septembre 2004 | EABF19        | 11,7                   |
| Pour la fête des Mères, Homer offre à Marge une machine pour fabriquer des barbes à papa. Tout la famille en est très contente, mais un soir Homer va en abuser en confectionnant une énorme boule de sucre recouverte de caramel. Après plusieurs jours à ses côtés, la boule est tellement sale que Marge veut qu'il s'en débarrasse. Homer l'emmène à la déchetterie où il se fait attaquer par un ours. Un cinéaste amateur était présent sur les lieux et a filmé Homer qui devient la risée de la ville. |    | |                   |                                  |                                    |               |                        |
| 319 | 6  | Enfin clown (Un Krusty sur le toit) Today, I am a Clown                                             | Nancy Kruse       | Joel H. Cohen                    | 7 décembre 2003 2 octobre 2004     | FABF01        | 10,5                   |
| Les Simpson reçoivent du Dr Hibbert une portée de vingt-cinq chiots dont le père est Petit Papa Noël. Ne pouvant les garder, la famille décide de les donner aux habitants de Springfield. Krusty en adopte un. En le promenant, il se retrouve dans le quartier juif de son enfance et découvre qu'il n'a pas d'étoile sur le Walk of Fame juif, car il n'a jamais eu de bar-mitzvah. Son père, le rabbin, le prépare à la passer pour devenir un vrai juif. Pendant ce temps, Homer remplace le clown à la tête de son émission. |    | |                   |                                  |                                    |               |                        |
| 320 | 7  | Père Noël sans frontières (Noël Jaune) ’Tis the Fifteenth Season                                    | Steven Dean Moore | Michael Price                    | 14 décembre 2003 25 décembre 2003  | FABF02        | 11,3                   |
| À l'occasion de Noël, M. Burns offre à Homer une carte de baseball. Il parvient à en obtenir un prix intéressant auprès du vendeur de B.D.. Avec cette somme, Homer devait acheter un superbe sapin de Noël, mais finalement il en dépense l'intégralité pour s'offrir un astrolabe. Marge lui fait remarquer à quel point il est égoïste et qu'il ne pense qu'à son propre bonheur. Il décide de se reprendre en main et de devenir l'homme le plus généreux de Springfield, rôle qui était jusqu'alors tenu par Ned Flanders, ce qui l'énerve particulièrement. |    | |                   |                                  |                                    |               |                        |
| 321 | 8  | Allocutions familiales (Bébérama) Marge vs. Singles, Seniors, Childless Couples and Teens, and Gays | Bob Anderson      | Jon Vitti                        | 4 janvier 2004 9 octobre 2004      | FABF03        | 12,0                   |
| Maggie devient très rapidement accro aux comptines de Roofi. Ce dernier donnant un concert à Springfield, Marge ne veut absolument pas le rater et y emmène Maggie. Lorsque la pluie se met à tomber, les bébés deviennent ingérables et le concert doit être annulé. Pour que cela ne se reproduise pas, Linday Naegle met en place un dispositif pour permettre aux adultes de ne plus avoir à s'occuper de leurs jeunes enfants. Marge n'est pas de cet avis et part en campagne à l'encontre de la femme d'affaires. |    | |                   |                                  |                                    |               |                        |
| 322 | 9  | Robotflop (Monsieur le robot) I, (Annoyed Grunt)-Bot                                                | Lauren MacMullan  | Dan Greaney et Allen Glazier     | 11 janvier 2004 16 octobre 2004    | FABF04        | 16,3                   |
| Bart provoque un accident avec le Dr Hibbert afin que son vélo soit détruit et qu'il puisse en avoir un autre. Malheureusement, Boule de Neige II, le chat des Simpson, est un dommage collatéral de l'accident. Pour consoler leurs enfants, Homer et Marge leur rachètent un nouveau chat et un nouveau vélo. Ce dernier tombe en ruine dès sa première utilisation, Bart est alors très énervé contre son père. Afin de se faire pardonner, Homer décide de les inscrire, lui et son fils, à un tournoi de combats de robots. Ne parvenant pas à construire un robot digne de ce nom, Homer s'enferme dans une boîte métallique et se fait lui-même passer pour un robot.                                                                                            |    | |                   |                                  |                                    |               |                        |
| 323 | 10 | Tout un roman ! (Le Roman-savon de Marge) Diatribe of a Mad Housewife                               | Mark Kirkland     | Robert J. Stein                  | 25 janvier 2004 23 octobre 2004    | FABF05        | 10,6                   |
| Homer se fait une nouvelle fois virer de la centrale nucléaire. Il se reconvertit en vendeur de voitures et finalement en ambulancier. Pendant ce temps, Marge rencontre une romancière qui lui donne envie d'écrire un roman. Pour l'écrire, elle s'inspire de Moby Dick, le rôle de son héros est tenu par Ned Flanders alors qu'Homer y tient le rôle de l'ivrogne. |    | |                   |                                  |                                    |               |                        |
| 324 | 11 | En Marge de l'histoire (En Marge de l'histoire) Margical History Tour                               | Mike B. Anderson  | Brian Kelley                     | 8 février 2004 6 novembre 2004     | FABF06        | 8,9                    |
| Ne trouvant pas de livres historiques à la bibliothèque, Marge improvise et raconte trois contes à ses enfants. Elle commence par l'histoire d'Henri VIII, incarné par Homer, qui cherche la femme qui pourra lui faire un fils digne de lui succéder. Puis, elle continue avec l'histoire de Lewis et Clark, sous les traits de Lenny et Carl, explorateurs des États-Unis guidés par l'Indienne Sacagawea, incarnée par Lisa. Puis, elle finit avec l'enfance de Wolfgang Amadeus Mozart interprété par Bart. |    | |                   |                                  |                                    |               |                        |
| 325 | 12 | Un gros soûl, des gros sous (Cent heures de solitude) Milhouse Doesn’t Live Here Anymore            | Matthew Nastuk    | Julie Chambers et David Chambers | 15 février 2004 13 novembre 2004   | FABF07        | 9,4                    |
| La classe de Bart va au musée de la télévision et Milhouse apprend à Bart qu'il déménage à Capital City. Lorsqu'il lui rend visite, très triste, son ancien ami a complètement changé et se moque même de lui. Sans ami, Bart se rapproche de sa sœur. Pendant ce temps, Homer se rend compte que la mendicité est un moyen facile de gagner de l'argent. |    | |                   |                                  |                                    |               |                        |
| 326 | 13 | Quel gros Q.I. ! (Génie en herbe) Smart and Smarter                                                 | Steven Dean Moore | Carolyn Omine                    | 22 février 2004 20 novembre 2004   | FABF08        | 12,6                   |
| Alors que Maggie est refusée à la crèche parce qu'elle ne parle pas, Lisa se rend compte qu'elle est en fait très intelligente, capable d'écrire malgré son jeune âge. La famille emmène le bébé passer un test de quotient intellectuel et elle obtient le résultat impressionnant de 176. Chacun décide de l'accompagner dans son épanouissement intellectuel mais Lisa, qui a un QI inférieur, ne peut s'empêcher d'être jalouse et, pour se démarquer, s'essaie à différents styles vestimentaires. |    | |                   |                                  |                                    |               |                        |
| 327 | 14 | Coup de poker (Retour de flamme) The Ziff Who Came to Dinner                                        | Nancy Kruse       | Deb Lacusta et Dan Castellaneta  | 14 mars 2004 27 novembre 2004      | FABF08        | 10,7                   |
| Homer emmène les enfants et Todd et Rod au cinéma voir un film d'horreur dans lequel Lenny a joué. Après le film, les enfants sont terrorisés. La nuit, en entendant des bruits dans le grenier, ils se rendent compte qu'Artie Ziff y habite. Il supplie la famille de l'héberger car il a tout perdu, les enfants en sont ravis, Homer n'est pas de cet avis. Mais pour leur faire plaisir, il accepte de laisser l'ancien petit-ami de Marge vivre chez eux. |    | |                   |                                  |                                    |               |                        |
| 328 | 15 | Boire et déboires (Un soûlon c'est bien mais deux c'est mieux) Co-Dependent's Day                   | Bob Anderson      | Matt Warburton                   | 21 mars 2004 4 décembre 2004       | FABF10        | 11,2                   |
| Homer emmène ses enfants voir le film plagiat de Star Wars, Cosmic Wars. Bart est tellement déçu de la qualité du film qu'il envoie une lettre de réclamation au réalisateur, Randall Curtis. Sans réponse satisfaisante de sa part, la famille Simpson décide d'aller directement le rencontrer en Californie. Homer et Marge en profitent pour déguster les vins de la région. Après quelques verres Marge devient accro à l'alcool et commence à passer de plus en plus de soirées à boire avec Homer. |    | |                   |                                  |                                    |               |                        |
| 329 | 16 | Fugue pour menottes à quatre mains (La Forte du pénitencier) The Wandering Juvie                    | Lauren MacMullan  | John Frink et Don Payne          | 28 mars 2004 11 décembre 2004      | FABF11        | 10,5                   |
| Grâce à diverses manipulations dans une boutique qui organise des mariages, Bart parvient à organiser un faux mariage pour recevoir les cadeaux des invités. Après réception de ces cadeaux et après avoir enfermé ces invités dans la tente de réception, il fuit. Pendant sa fuite, il tombe sur le Chef Wiggum qui l'arrête. Condamné à la prison pour enfants, ses premiers jours sont difficiles et il se fait aussi bien embêter par les garçons que par les filles. |    | |                   |                                  |                                    |               |                        |
| 330 | 17 | Klingon, j'arrive (Le Barbant de Séville) My Big Fat Geek Wedding                                   | Mark Kirkland     | Kevin Curran                     | 18 avril 2004 18 décembre 2004     | FABF12        | 9,2                    |
| Edna Krapabelle et Seymour Skinner vont se marier. Profitant de sa dernière soirée de célibataire chez Moe, le principal avoue à Homer qu'il a peur que son mariage soit un échec. Edna l'apprend et le lendemain elle refuse d'épouser un homme ne l'aimant pas. Skinner se retrouve alors seul et désespéré. |    | |                   |                                  |                                    |               |                        |
| 331 | 18 | Attrapez-nous si vous pouvez (La Course après du monde) Catch 'em If You Can                        | Matthew Nastuk    | Ian Maxtone-Graham               | 25 avril 2004 3 novembre 2004      | FABF14        | 9,3                    |
| C'est l'anniversaire de l'oncle d'Homer, Tyrone. Cependant, les enfants ne veulent pas y aller. En regardant le film Love Story, Homer et Marge se rendent compte qu'ils ne se retrouvent pas souvent seuls. Le lendemain, ils appellent Abraham pour qu'il garde les enfants pendant qu'ils partent profiter du soleil de la Floride en leur faisant croire qu'ils sont à la fête de l'oncle d'Homer |    | |                   |                                  |                                    |               |                        |
| 332 | 19 | Tartman, le vengeur masqué (J'aurais voulu être un tartiste) Simple Simpson                         | Jim Reardon       | Jon Vitti                        | 2 mai 2004 2 novembre 2004         | FABF15        | 9,5                    |
| Dans un paquet de bacon, Homer trouve un billet lui permettant d'être le juge d'un concours porcin. À la foire où ce concours a lieu d'autres tournois prennent place, dont celui du plus beau plateau repas auquel participe Lisa. Le riche Texan, qui est le juge de ce concours, se moque de Lisa et Homer décide de la venger. Par peur des représailles, il se masque et entartre le Texan en se faisant appelé Tartman. Il devient rapidement célèbre et multiplie ses victimes d'entartage. Mais la police lui court après. |    | |                   |                                  |                                    |               |                        |
| 333 | 20 | Ma plus belle histoire d'amour, c'est toi (Donne-moi ta bouche) The Way We Weren't                  | Mike B. Anderson  | J. Stewart Burns                 | 9 mai 2004 4 novembre 2004         | FABF13        | 6,6                    |
| Dans la cabane de Bart, plusieurs enfants jouent au jeu de la bouteille avec une bouteille de bière d'Homer. Alors que Milhouse devait embrasser une jolie fille, cette dernière s'écarte et Milhouse se retrouve à embrasser Homer, qui remarque par la même occasion que les enfants lui ont vidé sa bouteille de bière. Furieux, il étrangle Bart. Marge décide de régler le conflit par le biais d'un procès familial. Pendant ce dernier, elle explique être la première à avoir embrassé Homer, lequel rétorque que ce n'est pas le cas. Il raconte que lorsqu'il avait 10 ans il avait rencontré une jeune fille à la cantine et l'avait embrassé quelques heures après. En entendant cette histoire, Marge se rend compte que cette jeune fille, c'était elle.  |    | |                   |                                  |                                    |               |                        |
| 334 | 21 | Le Drapeau... potin de Bart (L'Amer drapeau) Bart-Mangled Banner                                    | Steven Dean Moore | John Frink                       | 16 mai 2004 5 novembre 2004        | FABF17        | 8,7                    |
| Bart refuse de se faire vacciner. Après une course poursuite, le Dr Hibbert y parvient. Mais Bart a un effet secondaire embêtant puisqu'il n'entend plus rien. Lors d'un match de basket à l'école, alors que l'hymne national est diffusé, Bart se retrouve à montrer ses fesses au drapeau américain. Une photographie de cet instant est prise et le scandale est lancé. Celui-ci s'intensifie lorsque Marge, invitée d'une émission télévisée pour en parler, se retrouve à dire qu'elle déteste les Américains. |    | |                   |                                  |                                    |               |                        |
| 335 | 22 | Le Canard déchaîné (Convergence d'opinions) Fraudcast News                                          | Bob Anderson      | Don Payne                        | 23 mai 2004 9 novembre 2004        | FABF18        | 9,2                    |
| Dans le parc Greezer Rock, Homer détruit la statue qui s'y trouve et M. Burns se retrouve pris au piège dans les débris. Alors que tout le monde se réjouissait de la mort de ce dernier, il réapparaît. Constant la joie des gens qui le croyaient mort, il décide d'acheter tous les médias de la ville pour qu'ils donnent une meilleure image de lui. Lisa, qui venait de créer son propre journal, refuse de se faire acheter par le patron de la centrale. |    | |                   |                                  |                                    |               |                        |

## Invités

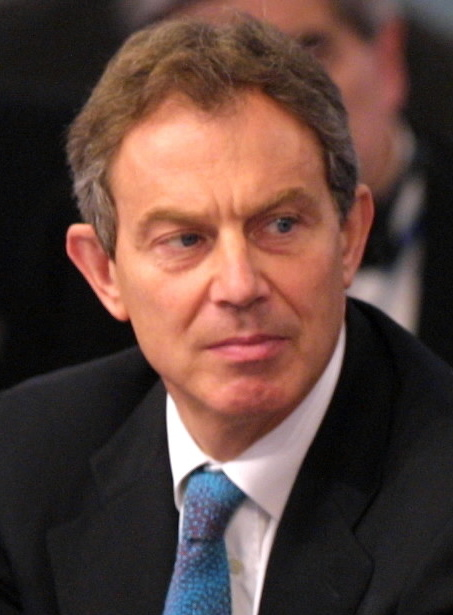
Le Premier ministre britannique Tony Blair interprète son propre rôle dans l'épisode Homer rentre dans la reine.

La série Les Simpson fait souvent appel à des guest stars afin qu'elles prêtent leur voix à un personnage ou qu'elles interprètent leur propre rôle. Trente célébrités font partie du casting de cette quinzième saison. Les quatre premières interviennent dans l'épisode Simpson Horror Show XIV : l'humoriste américain Jerry Lewis y interprète le père du professeur Frink et le prix Nobel de chimie, Dudley Robert Herschbach, l'actrice Jennifer Garner et le boxeur Oscar de la Hoya y jouent leur propre rôle. Glenn Close revient dans le rôle de Mona Simpson dans l'épisode Une mamie hors la loi. Dans l’épisode Sois belle et tais-toi !, le réalisateur américain de documentaires engagés Michael Moore est interviewé par Kent Brockman alors qu'il est sur les lieux de la grève de l’école élémentaire de Springfield. Dans l'épisode Homer rentre dans la reine, plusieurs personnalités britanniques interprètent leur propre rôle dont le Premier ministre d'alors Tony Blair, l'acteur Ian McKellen et l'écrivaine, auteure de la saga Harry Potter, J. K. Rowling. Dans le même épisode, la star de la téléréalité Joe Millionaire fait une apparition et Abraham Simpson retrouve son amour de longue date Edwina, doublée par Jane Leeves. L'épisode suivant, La Bête de la bête, fait intervenir l'acteur américain Charles Napier dans le rôle du chasseur charismatique Grant Connor. L'acteur interprète également le directeur de la prison dans l’épisode Fugue pour menottes à quatre mains. Jackie Mason revient pour la deuxième fois dans le rôle du père de Krusty, le rabbin Hyman Krustofsky et le catcheur Mister T. interprète son propre personnage dans l'épisode Enfin clown.

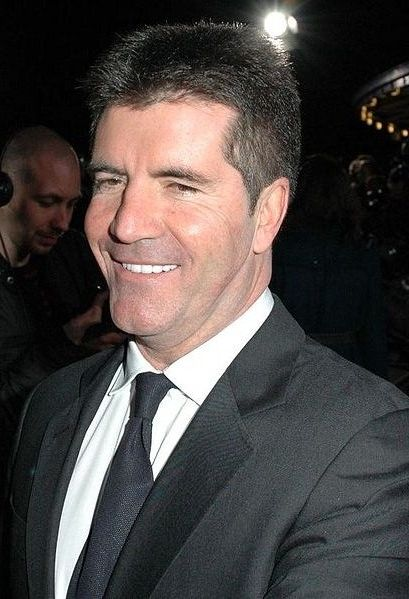
Le membre du jury de l’émission American Idol, Simon Cowell, interprète Henry, juge de sélection de la crèche Wickerbottom dans l'épisode Quel gros Q.I. !

Le Cœur harponné, le roman de Marge dans l'épisode Tout un roman ! est lu par les enfants stars, les jumelles Mary-Kate et Ashley Olsen. Dans le même épisode, les écrivains américains, Tom Clancy, auteur d'Octobre rouge et Thomas Pynchon auteur de V., confient tous deux au téléphone avec Marge leur passion pour son roman. Dans l'épisode Un gros soûl, des gros sous, Mme Krapabelle emmène les enfants visiter le musée de la télévision dans lequel ils rencontrent Isabel Sanford qui les accueille en leur disant qu'elle était la petite Louise dans le feuilleton Les Jefferson, la voiture KITT issue de la série K 2000 interprétée par William Daniels, le chat de Sabrina, l'apprentie sorcière, Salem Saberhagen, interprété par Nick Bakay et le robot de Perdus dans l'espace, interprété par Dick Tufeld. Le producteur de musique britannique et membre du jury de l'émission American Idol, Simon Cowell, joue le rôle de Henry, le responsable de la sélection des enfants pour la crèche Wickerbottom dans l'épisode Quel gros Q.I. !. L'épisode Coup de poker est marqué par le retour de Jon Lovitz au casting de la série, interprétant les personnages d'Artie Ziff, de Jay Sherman, de Llewelyn Sinclair, d'Artistotle Amadopoulos et du professeur Lombardo.

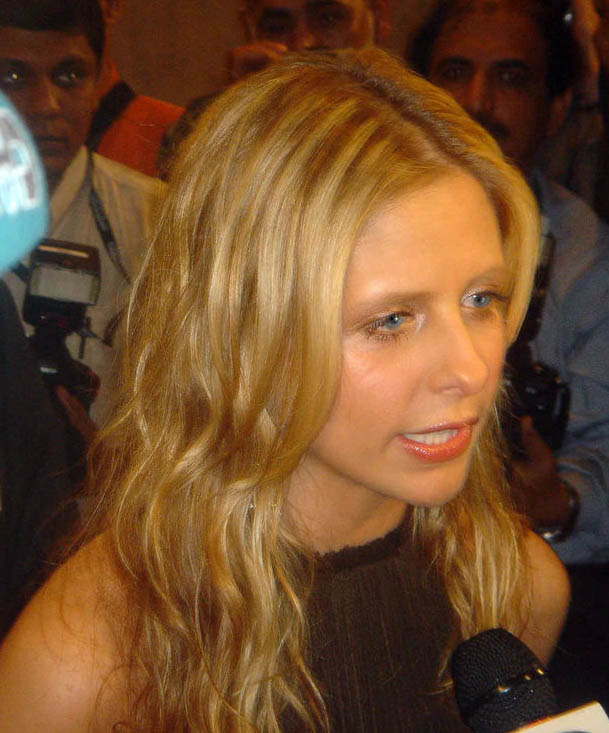
L'actrice américaine, vedette de Buffy contre les vampires, Sarah Michelle Gellar joue le rôle de Gina Vendetti, amie de Bart dans l'épisode Fugue pour menottes à quatre mains.

Dans l'épisode Boire et déboires, les Brave Combo jouent de la musique allemande à la fête de la bière de Springfield alors que les acteurs Jim Broadbent et Peter Cullen incarnent leur propre personnage. Dans le centre de détention des mineurs de l'épisode Fugue pour menottes à quatre mains, Bart se lie d'amitié avec Gina Vendetti, doublée par Sarah Michelle Gellar renommée pour le rôle de Buffy Summers de la série Buffy contre les vampires. Dans le même épisode, le jugement de Bart est rendu par la juge Constance Harm interprétée par Jane Kaczmarek. Les Simpson croise Matt Groening, en tant que créateur de Futurama, au congrès bimensuel de science-fiction de l'épisode Klingon, j'arrive. Enfin, dans l'épisode Tartman, le vengeur masqué, le vendeur de B.D. interviewe l'actrice et chanteuse américaine connue pour avoir joué le rôle de Nyota Uhura dans Star Trek, Nichelle Nichols.

## Sortie DVD et Blu-ray
La quinzième saison est commercialisée par la 20th Century Studios Home Entertainment aux États-Unis et au Canada le 14 décembre 2012. En plus de chaque épisode de la saison, le coffret contient des bonus, des animatiques, des scènes coupées, des commentaires audio pour chaque épisode, et bien plus encore. Comme pour les saisons précédentes, le coffret sort en deux formats différents, le format rectangulaire habituel et une « édition collector limité » dont la forme reprend, cette année-là, celle de la tête d'Otto Bus.
| L'intégrale de la saison 15 | | | | |
| Détails | Détails | Détails | Détails | Caractéristiques |
| - 22 épisodes - 3 disques (Blu-ray) - 4 disques (DVD) - Aspect ratio 1.33:1 - Langues : (DVD) - Anglais (Dolby Digital 5.1, avec sous-titres) - Français (Dolby Digital 5.1), avec sous-titres) - Espagnol (Dolby Digital 2.0 avec sous-titres) - Langues : (Blu-ray) - Anglais DTS-HD Master Audio avec sous-titres) - Français québécois (Dolby Digital, 5.1) - Espagnol (Dolby Digital, avec sous-titres) | - 22 épisodes - 3 disques (Blu-ray) - 4 disques (DVD) - Aspect ratio 1.33:1 - Langues : (DVD) - Anglais (Dolby Digital 5.1, avec sous-titres) - Français (Dolby Digital 5.1), avec sous-titres) - Espagnol (Dolby Digital 2.0 avec sous-titres) - Langues : (Blu-ray) - Anglais DTS-HD Master Audio avec sous-titres) - Français québécois (Dolby Digital, 5.1) - Espagnol (Dolby Digital, avec sous-titres) | - 22 épisodes - 3 disques (Blu-ray) - 4 disques (DVD) - Aspect ratio 1.33:1 - Langues : (DVD) - Anglais (Dolby Digital 5.1, avec sous-titres) - Français (Dolby Digital 5.1), avec sous-titres) - Espagnol (Dolby Digital 2.0 avec sous-titres) - Langues : (Blu-ray) - Anglais DTS-HD Master Audio avec sous-titres) - Français québécois (Dolby Digital, 5.1) - Espagnol (Dolby Digital, avec sous-titres) | - 22 épisodes - 3 disques (Blu-ray) - 4 disques (DVD) - Aspect ratio 1.33:1 - Langues : (DVD) - Anglais (Dolby Digital 5.1, avec sous-titres) - Français (Dolby Digital 5.1), avec sous-titres) - Espagnol (Dolby Digital 2.0 avec sous-titres) - Langues : (Blu-ray) - Anglais DTS-HD Master Audio avec sous-titres) - Français québécois (Dolby Digital, 5.1) - Espagnol (Dolby Digital, avec sous-titres) | - Un mot de Matt Groening - Commentaires audio pour chaque épisode - Storyboard de l'épisode Fugue pour menottes à quatre mains - Scènes coupées avec ou sans commentaires - Simpson Horror Show XIV - Une mamie hors la loi - Sois belle et tais-toi ! - Homer rentre dans la reine - Allocutions familiales - Tout un roman ! - Fugue pour menottes à quatre mains - Klingon, j'arrive - Le Drapeau... potin de Bart - Les Simpson en langues étrangères - Klingon, j'arrive - Portugais - Allemand - Italien - Ukrainien - Les épisodes particuliers - L'album photo - Galerie de croquis - Les Publicités - Épisodes bonus (Blu-ray seulement) - Le Permis d'Otto Bus - Les Petits Sauvages - Marge Folies |
| Dates de sorties | | | | - Un mot de Matt Groening - Commentaires audio pour chaque épisode - Storyboard de l'épisode Fugue pour menottes à quatre mains - Scènes coupées avec ou sans commentaires - Simpson Horror Show XIV - Une mamie hors la loi - Sois belle et tais-toi ! - Homer rentre dans la reine - Allocutions familiales - Tout un roman ! - Fugue pour menottes à quatre mains - Klingon, j'arrive - Le Drapeau... potin de Bart - Les Simpson en langues étrangères - Klingon, j'arrive - Portugais - Allemand - Italien - Ukrainien - Les épisodes particuliers - L'album photo - Galerie de croquis - Les Publicités - Épisodes bonus (Blu-ray seulement) - Le Permis d'Otto Bus - Les Petits Sauvages - Marge Folies |
| Région 1 | Région 2 | Région 4 | | - Un mot de Matt Groening - Commentaires audio pour chaque épisode - Storyboard de l'épisode Fugue pour menottes à quatre mains - Scènes coupées avec ou sans commentaires - Simpson Horror Show XIV - Une mamie hors la loi - Sois belle et tais-toi ! - Homer rentre dans la reine - Allocutions familiales - Tout un roman ! - Fugue pour menottes à quatre mains - Klingon, j'arrive - Le Drapeau... potin de Bart - Les Simpson en langues étrangères - Klingon, j'arrive - Portugais - Allemand - Italien - Ukrainien - Les épisodes particuliers - L'album photo - Galerie de croquis - Les Publicités - Épisodes bonus (Blu-ray seulement) - Le Permis d'Otto Bus - Les Petits Sauvages - Marge Folies |
| 4 décembre 2012 | 3 décembre 2012 | 12 décembre 2012 | | - Un mot de Matt Groening - Commentaires audio pour chaque épisode - Storyboard de l'épisode Fugue pour menottes à quatre mains - Scènes coupées avec ou sans commentaires - Simpson Horror Show XIV - Une mamie hors la loi - Sois belle et tais-toi ! - Homer rentre dans la reine - Allocutions familiales - Tout un roman ! - Fugue pour menottes à quatre mains - Klingon, j'arrive - Le Drapeau... potin de Bart - Les Simpson en langues étrangères - Klingon, j'arrive - Portugais - Allemand - Italien - Ukrainien - Les épisodes particuliers - L'album photo - Galerie de croquis - Les Publicités - Épisodes bonus (Blu-ray seulement) - Le Permis d'Otto Bus - Les Petits Sauvages - Marge Folies |